# دبليو. ويزلي مكدونالد
دبليو. ويزلي مكدونالد (بالإنجليزية: W. Wesley McDonald)‏ هو عالم سياسة أمريكي، ولد في 11 يونيو 1946، وتوفي في 9 سبتمبر 2014.